# 21541 Friskop
21541 Friskop è un asteroide della fascia principale. Scoperto nel 1998, presenta un'orbita caratterizzata da un semiasse maggiore pari a 2,9623927 UA e da un'eccentricità di 0,0481697, inclinata di 9,52049° rispetto all'eclittica.